# Stanley Tucci: Searching for Italy
Stanley Tucci: Searching for Italy è un programma di viaggi e cucina andato in onda la prima volta il 14 febbraio 2021 sulla CNN. La serie vede il candidato all'Oscar Stanley Tucci che visita diverse regioni e città italiane e ne esplora la cultura, la cucina e la storia. La serie ha ricevuto sette nomination ai Primetime Emmy Award, vincendone due, uno a stagione, nella categoria Outstanding Hosted Nonfiction Series.
La premiere della seconda stagione è andata in onda il 1º maggio 2022. La CNN ha cancellato lo show nel dicembre del 2022 come parte del processo di rinnovamento della programmazione del network che prevede la cancellazione di tutti gli show originali, tuttavia Tucci ha dichiarato che continuerà la serie anche senza di loro.